# Action figure

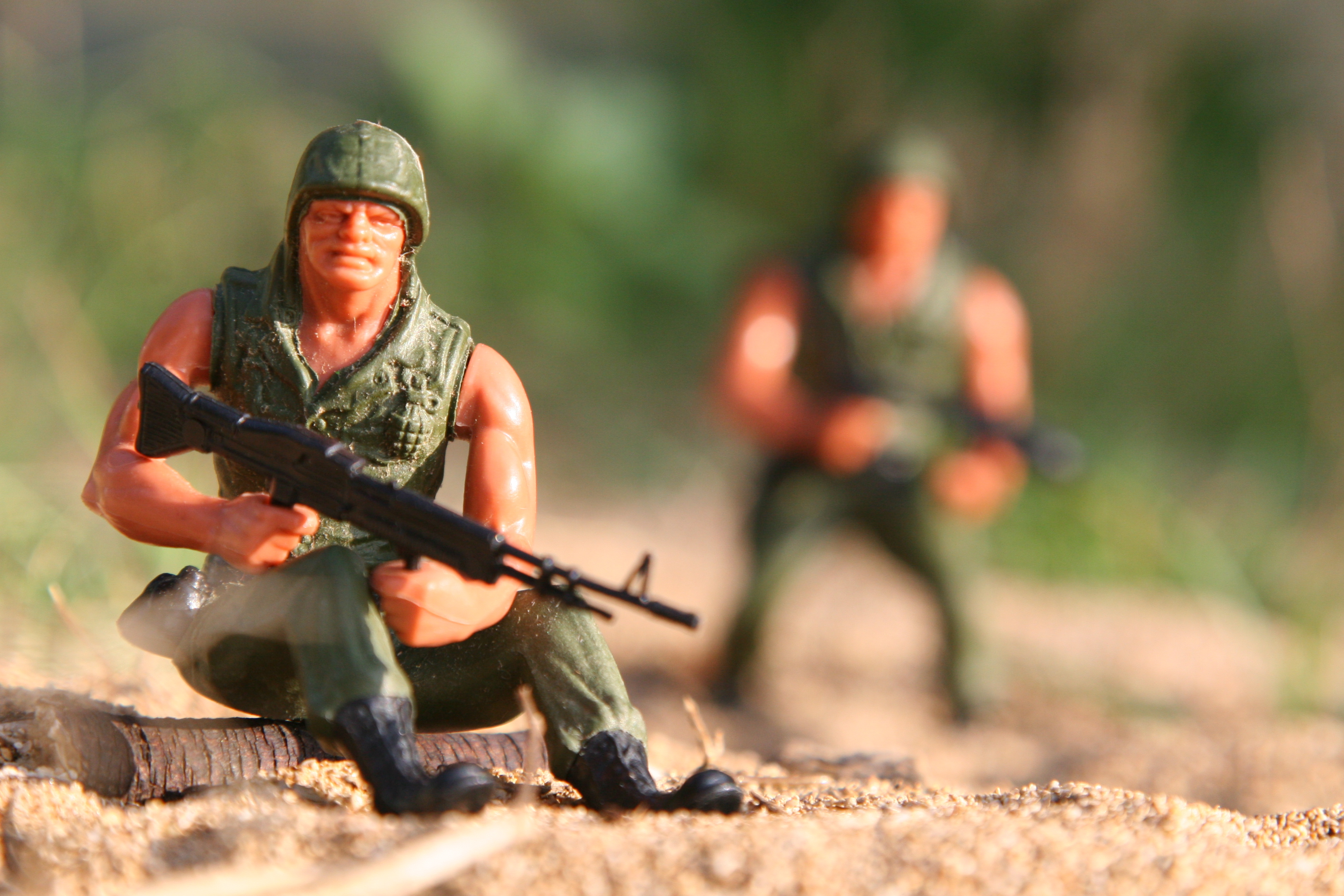
Action figure militari della Mattel.

Action figure (letteralmente "modellino in azione") è un'espressione della lingua inglese che si riferisce alla categoria di bambole giocattolo che comprende riproduzioni snodabili di personaggi di film o serie televisive. Le action figure più famose sono, ad esempio, G.I. Joe o Big Jim, ma anche quelle dei personaggi di Guerre stellari o Star Trek, dei fumetti, dei manga o sportivi come i campioni del wrestling, di cantanti, di militari e così via.
Quello delle action figure è un settore molto importante nel mercato collezionistico: in realtà sono giocattoli le statuine mobili (action figures) e "ornamenti" quelle immobili (semplicemente figures). Il collezionismo di questi prodotti è molto fiorente in Giappone, Europa e Stati Uniti.
Le action figure sono in genere dotate di arti snodabili e altre parti mobili (ma la maggior parte sono fisse e piantate su una base). Il termine fu coniato in origine dalla Hasbro nel 1964, quando fu commercializzato il primo modello di G.I. Joe. Trattandosi di giocattoli orientati a un pubblico di bambini maschi, la Hasbro preferì evitare il termine più convenzionale di doll (bambola) per descrivere il proprio prodotto.
Nel 1971, la Mego iniziò a produrre le figure dei supereroi tratte dai fumetti su licenza della Marvel e della DC Comics. Con queste edizioni ottenne un grande successo e questi giocattoli hanno conservato nel tempo un alto valore sul mercato collezionistico.
Mego ha poi commercializzato i Micronauti, una linea di giocattoli basata sul modello della precedente linea di giocattoli giapponese Microman della Takara Tomy. Mego si vede contrastare alla testa delle vendite, perdendo de facto il controllo del mercato, quando perde la licenza per la produzione di giocattoli tratti dal film di Star Wars a favore della Kenner Products nel 1976. Il grande successo della linea di giocattoli di Star Wars della Kenner ha portato a definire nuovi standard nel settore e, in conseguenza del successo di Star Wars, le action figure da collezione sono diventate presto un nuovo business per gli studi cinematografici.

## Storia

### Precursori

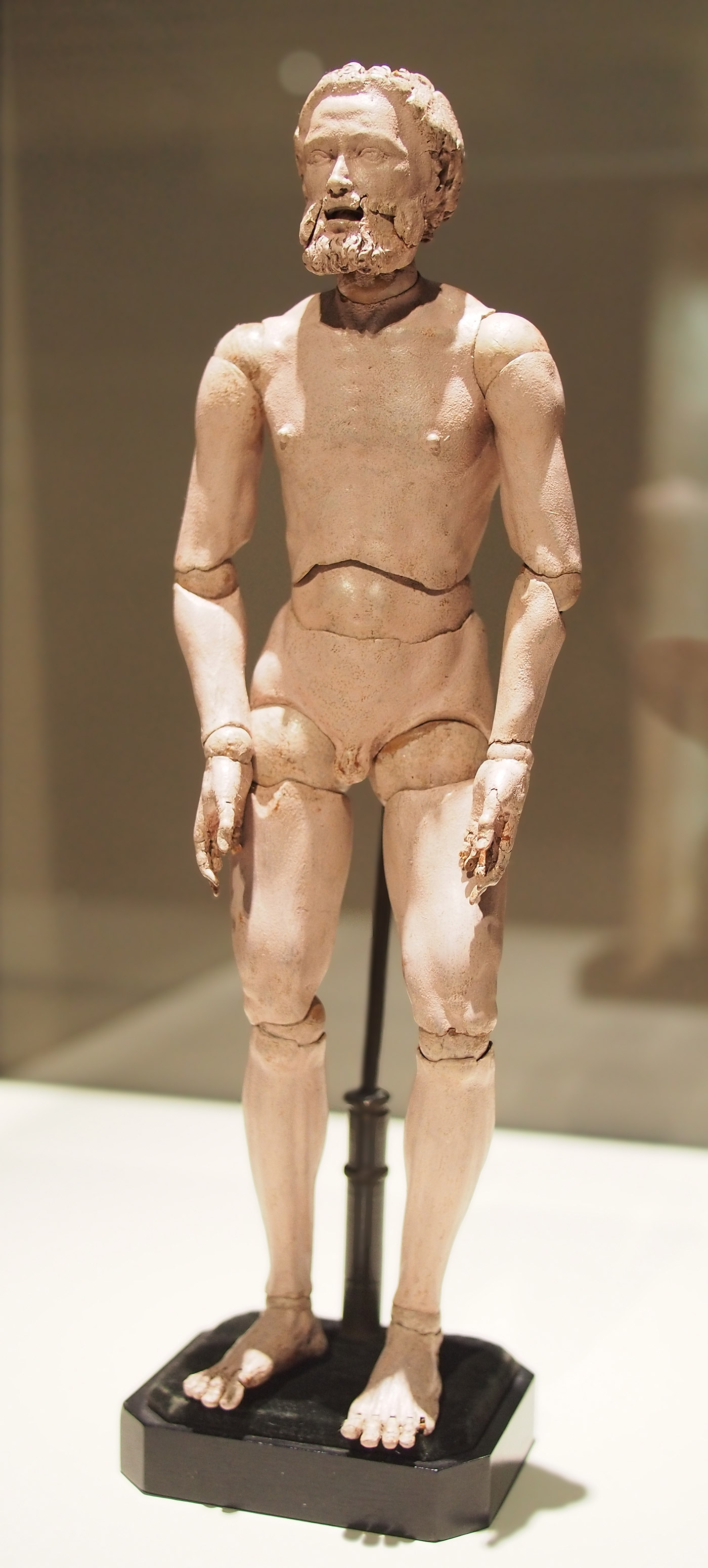
Un manichino in argilla creato da Albrecht Dürer, circa 1525.

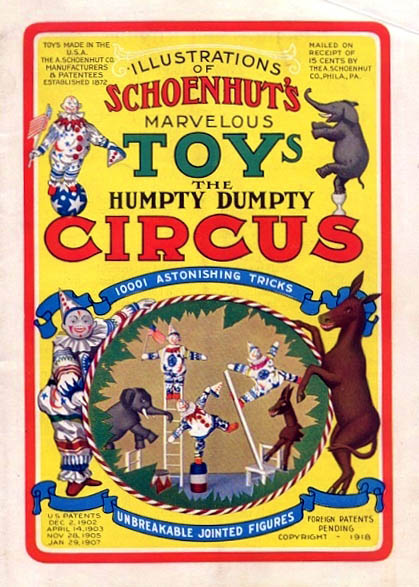
Pubblicità del 1904 per il set di action figure dell'Humpy Dumpty Circus.

Le bambole articolate risalgono almeno al 200 a.C. e venivano costruite in argilla e legno in antica Grecia e Roma. Molti tipi di modellini articolati risalgono al primo periodo moderno, tra cui il manichino (che alcuni artisti utilizzavano per la loro arte) e la bambola ichimatsu giapponese. La moderna bambola snodata fu creata per la prima volta nell'Europa occidentale alla fine del XIX secolo. Dalla fine del XIX secolo fino all'inizio del XX secolo, i produttori francesi e tedeschi realizzarono bambole di Biscuit con corpi articolati realizzati in composizione: una miscela di polpa, segatura, colla e materiali simili. Queste bambole potevano misurare tra 15 e 100 cm (6 e 39,5 pollici) e ora sono oggetti d'antiquariato da collezione.
Oltre alla bambola articolata, un altro importante precursore dell'action figure è il soldatino. Figure militari sono state trovate in antiche tombe egizie e sono apparse in molte culture ed epoche. I soldatini di stagno venivano prodotti in Germania già nel 1730, modellando il metallo tra due pezzi di ardesia. Con l'avanzare dell'industria e della domanda, aumentarono anche i metodi di produzione, con la fusione cava utilizzata per la prima volta nel 1890 e i modellini in polietilene che divennero comuni negli anni '50. Il mercato dei soldatini, onnipresente grazie alla sua storia e ai metodi di produzione di massa, sarebbe quindi diventato una sede naturale per l'action figure a tema militare.
Uno dei primi giocattoli a somigliare alle action figure moderne è "Humpy Dumpty Circus" di Albert Schoenhut, uscito nel 1904, che presentava modellini di legno articolati che interagivano con vari dispositivi.

### Anni '60-'70
Il termine "action figure" fu coniato dalla Hasbro nel 1964 per commercializzare il suo personaggio G.I. Joe ai ragazzi che si rifiutavano di giocare con le "bambole", termine associato principalmente a un giocattolo femminile. Un giocattolo simile, chiamato Johnny Hero, fu introdotto dalla Rosko Industries per Sears nel 1965, ma era noto come "Boy's Doll" poiché il termine action figure non era ancora ampiamente utilizzato a quel tempo. G.I. Joe era inizialmente un personaggio da 29 cm a tema militare, proposto dall'ideatore e marketing di giocattoli Stan Weston. Presentava abiti intercambiabili con diverse uniformi per adattarsi a diversi scopi.
Con una mossa che avrebbe creato popolarità globale per questo tipo di giocattolo, Hasbro concesse in licenza il prodotto anche ad aziende in altri mercati. Questi diversi licenziatari avevano una combinazione di uniformi e accessori solitamente identici a quelli prodotti da Hasbro per il mercato statunitense, insieme ad alcuni set esclusivi per il mercato locale.
L'azienda Takara, in licenza da Hasbro per la produzione e la vendita di giocattoli G.I. Joe in Giappone, realizzò anche un'action figure che incorporava il torso di G.I. Joe, anch'esso su licenza, per Henshin Cyborg-1, utilizzando plastica trasparente che rivelava le viscere del cyborg, con testa e piedi cromati. Durante la crisi petrolifera degli anni '70, come molti altri produttori di action figure, Takara si trovò ad affrontare i costi associati alla produzione del grande formato da 111⁄2 pollici (circa 292 mm), quindi è stata sviluppata una versione più piccola di quel giocattolo cyborg, alta 3⁄4 pollice (95 mm), fu venduto per la prima volta nel 1974 come Microman. La linea Microman era innovativa anche per l'uso di parti intercambiabili. Questo pose le basi sia per le dimensioni più piccole delle action figure che per la nascita del giocattolo robot trasformabile. Takara iniziò a produrre personaggi della linea Microman con caratteristiche sempre più robotiche, tra cui Robotman, un robot da 12 pollici (300 mm) con spazio per un Microman pilota, e Mini-Robotman, una versione da 95 mm di Robotman. Questi giocattoli presentavano anche parti intercambiabili, con particolare attenzione alla trasformazione e alla combinazione dei personaggi.
Nel 1971, Mego iniziò a concedere in licenza e a produrre personaggi di supereroi dei fumetti americani Marvel e DC, che ebbero un grande successo di vendite e sono considerati oggetti da collezione da molti adulti in epoca moderna. Alla fine portarono la linea di giocattoli Microman negli Stati Uniti come Micronauts, ma Mego alla fine perse il controllo del mercato dopo aver perso la licenza per produrre giocattoli di Star Wars a favore di Kenner nel 1976. Il grande successo della linea di giocattoli Star Wars da 95 mm di Kenner rese le nuove action figure di dimensioni ridotte con abiti stampati lo standard del settore. Invece di un singolo personaggio con abiti che cambiavano a seconda dell'uso, le linee di giocattoli includevano team di personaggi con funzioni speciali. Trainate dalle vendite a tema Star Wars, le action figure da collezione divennero rapidamente un business secondario multimilionario per gli studi cinematografici.
Dal 1972 al 1986 è stata prodotta dalla Mattel una famosa linea di action figure di Big Jim.

### Anni '80-'90
Gli anni '80 generarono ogni sorta di linee di action figure popolari, molte basate su serie di cartoni animati, che rappresentarono uno dei principali strumenti di marketing per le aziende di giocattoli. Tra le più riuscite ci furono Masters of the Universe, G.I. Joe, Thundercats, The Real Ghostbusters e Super Powers Collection, solo per citarne alcune. All'inizio del decennio, la crescente popolarità degli anime giapponesi sui robot come Gundam incoraggiò anche Takara a reinventare la linea Microman con il nome di Micro Robots, passando dal concetto di action figure cyborg al concetto di robot vivente. Questo portò alla linea di giocattoli Micro Change: oggetti in grado di "trasformarsi" in robot. Nel 1984, Hasbro ottenne la licenza di Micro Change e di un'altra linea Takara, le auto trasformabili Diaclone, e le unì negli Stati Uniti con il nome di Transformers, dando vita a una famiglia di cartoni animati.
Con la fine degli anni '80, iniziarono ad emergere sempre più collezionisti, che acquistavano i giocattoli per conservarli nella loro confezione originale a scopo espositivo e per un futuro collezionismo. Ciò portò a un'ondata di vendite nel mercato delle action figure. Una delle linee di action figure più popolari della fine degli anni '80 e dell'inizio degli anni '90, quella delle Tartarughe Ninja, fu prodotta in quantità così elevate che il valore della maggior parte delle action figure non superava mai i pochi dollari. A metà degli anni '90, emerse una nuova linea di action figure di Star Wars e le action figure di Spawn inondarono gli scaffali dei negozi di giocattoli, dimostrando che le action figure non erano più solo per bambini. Le statuette Corinthian raffiguranti giocatori di football erano popolari in Inghilterra in quel periodo. A partire dal 1997, la rivista ToyFare sarebbe diventata una lettura popolare per i collezionisti maturi, offrendo notizie e abbracciando la nostalgia con un tocco comico. E con la crescente popolarità di Internet, siti web come Toy News International avrebbero presto offerto informazioni su action figure e merchandise da collezione in arrivo.
Fu in questo periodo che personaggi popolari iniziarono a ricevere sempre più costumi specializzati e figure varianti. Batman divenne rapidamente il più famoso per questo (ad esempio Arctic Batman, Piranha Blade Batman, Neon Armor Batman). Piuttosto che singoli personaggi, queste varianti avrebbero costituito la maggior parte di molte linee di action figure e spesso utilizzavano i vecchi stampi per modellini e accessori. Anche modellini e accessori fluorescenti divennero popolari all'inizio degli anni '90 con linee come Toxic Crusaders e Swamp Thing.
Uno studio del 1999 ha scoperto che "le figure sono diventate molto più muscolose nel tempo, con molte figure contemporanee che superano di gran lunga la muscolosità anche dei più grandi culturisti umani" e che le mutevoli aspettative culturali riflesse da tali cambiamenti possono contribuire a disturbi dell'immagine corporea in entrambi i sessi.

### Dagli anni 2000 in poi

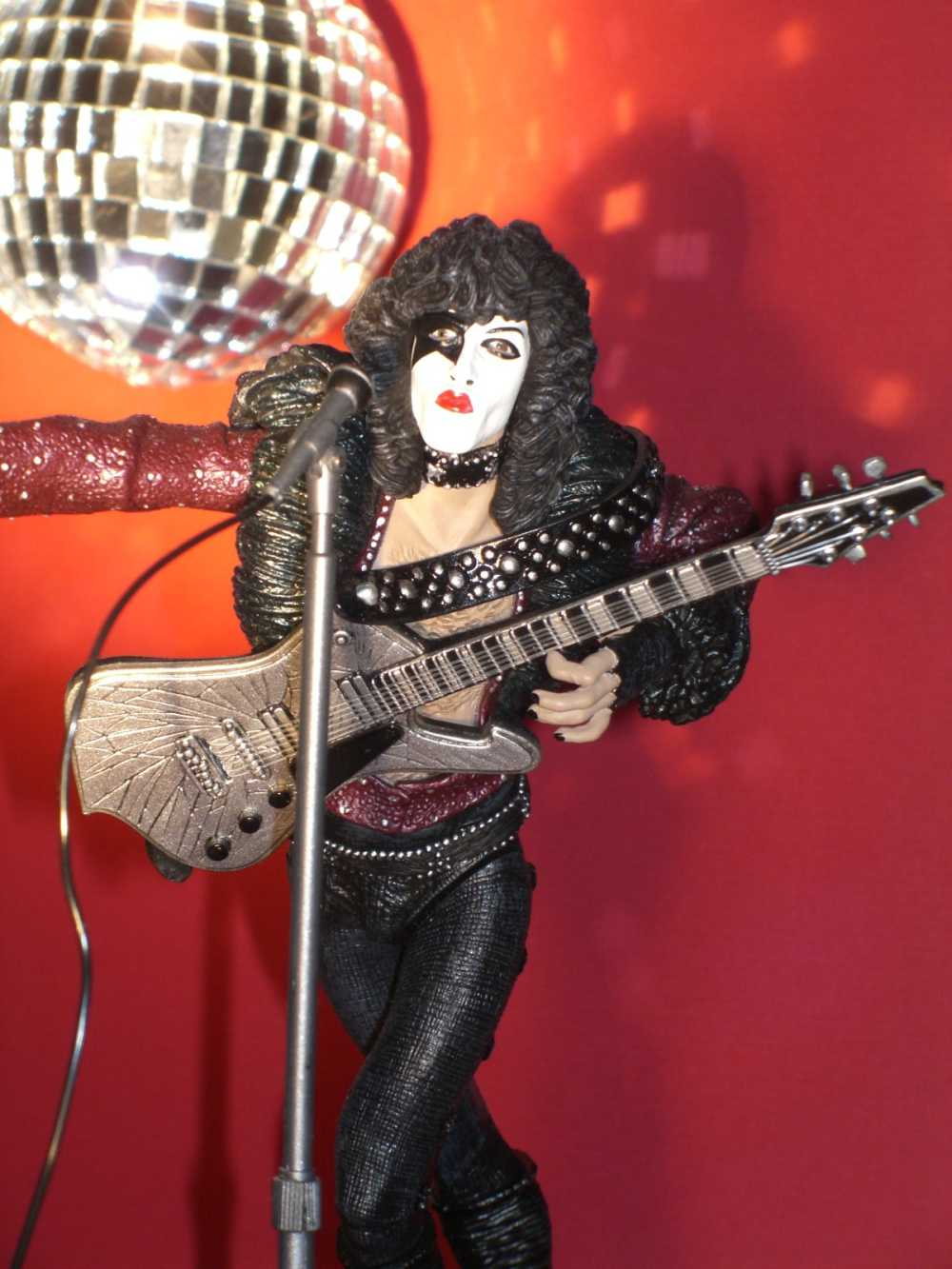
Action figure di Paul Stanley realizzata da McFarlane Toys.

Il mercato delle action figure da collezione per adulti si è ampliato con aziende come McFarlane Toys, Palisades e NECA. Queste aziende hanno fornito a numerosi personaggi cinematografici, musicisti e atleti. Le action figure di Cinema of Fear sono state vendute insieme a peluche, diorami "screen grab" e giocattoli in edizione limitata basati sulla serie horror della New Line Cinema. Questo tipo di action figure è principalmente concepito come oggetti da esposizione piuttosto che come giocattoli. Linee per bambini come il revival di Masters of the Universe e Justice League Unlimited, tuttavia, continuano a evocare anche un seguito di collezionisti adulti. Anche le case editrici di fumetti sono in grado di produrre action figure dei loro personaggi, indipendentemente dal fatto che siano apparsi o meno in film o cartoni animati. Esempi di aziende che producono quasi esclusivamente action figure e merchandise di fumetti includono Toy Biz e DC Direct.

## Produzione
Per creare il prototipo vengono utilizzati pasta da modellare e vari strumenti da scultura. La figura vera e propria è modellata da una resina plastica più dura come l'acrilonitrile butadiene stirene (ABS). Per i componenti del costume, tra cui tute, mantelli e maschere, si possono utilizzare plastiche più morbide e nylon. Per decorare la figura si possono usare colori acrilici. I giocattoli più elaborati possono contenere componenti elettronici in miniatura che producono effetti luminosi e sonori.

## Caratteristiche e peculiarità

### Articolazione

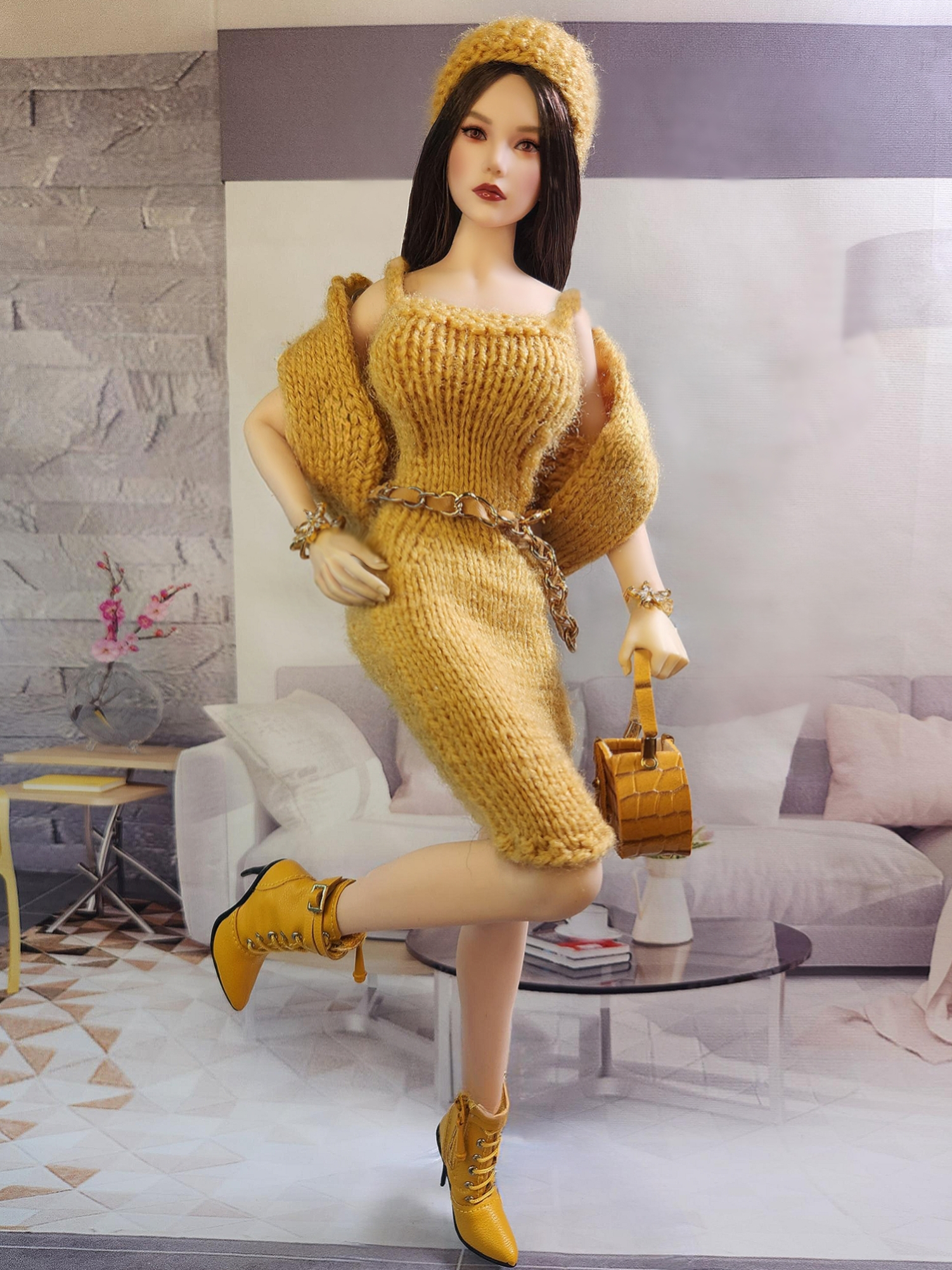
Una figurina di fashion doll con parti articolate.

Una caratteristica comune tra le action figure è l'articolazione del corpo, spesso definita punti di articolazione (POA - Points Of Articulation). Le forme più elementari di articolazione includono un'articolazione del collo, due articolazioni delle spalle e due dell'anca. L'articolazione a "T" sui fianchi di un modellino consente comunemente fino a 180° di rotazione delle gambe. L'articolazione di base del ginocchio si basa spesso su quella che è considerata un'articolazione a perno.
La quantità e lo stile di articolazione dei modellini utilizzati dai designer di giocattoli sono variati nel corso degli anni. Due delle linee di modellini più popolari degli anni '80, G.I. Joe: A Real American Hero e Masters of the Universe, presentavano un forte contrasto tra loro nell'articolazione; la prima includeva diversi punti nelle sue piccole dimensioni (in scala 95 mm), mentre la seconda, più ingombrante, rimaneva minimale. Entrambe, tuttavia, utilizzavano metodi che prevedevano l'uso di corde di gomma sui fianchi, oggi poco utilizzate. Negli anni 2000, la popolare linea Marvel Legends di Toy Biz divenne nota per il suo elevato tasso di articolazione, vantando persino punti su addome, dita dei piedi e delle mani.

### Accessori
Sebbene non tutte le action figure includano accessori, gli elementi aggiuntivi si rivelano spesso essenziali per i personaggi e la loro efficacia come giocattoli interattivi. Le tipiche action figure di G.I. Joe in scala 95 mm includono diverse pistole o armi leggere finemente scolpite che possono essere fissate all'interno delle mani. I lanciamissili sono comuni anche nelle linee di modellini militari e dei fumetti e di solito includono un meccanismo a molla. Tuttavia, forse a causa di problemi di sicurezza, questo metodo ha visto un declino a metà degli anni '90. Alcune figure, in particolare del Joker, hanno incorporato armi che spruzzano acqua.
Marvel Legends ha reso popolare il concetto di "build-a-figure". Ogni action figure di una serie specifica include una parte del corpo di una figura in scala più grande. Questo incoraggia il consumatore ad acquistare ogni action figure della serie in questione, al fine di completare la figura più grande. Il concetto si è diffuso nella linea DC Universe Classics di Mattel. Le action figure destinate al mercato dei collezionisti includono comunemente una base espositiva e/o un fumetto incluso. In questi casi, gli accessori possono essere progettati più per l'esposizione che per il gioco.

### Caratteristiche d'azione
I modellini della linea originale Masters of the Universe includevano molte "caratteristiche d'azione" ("action features") uniche: Battle Armor He-Man e Skeletor avevano piastre toraciche rotanti per rappresentare vari gradi di danno; Leech presentava arti a ventosa; gli occhi di Mantenna saltavano fuori usando una leva posta sulla sua schiena. Altre caratteristiche enfatizzavano l'estetica piuttosto che l'azione, come i corpi floccati di Grizzlor e Moss Man.
Il successo delle numerose serie Transformers si è basato in gran parte sulla loro caratteristica distintiva di trasformarsi da veicolo a robot. La popolarità di questa caratteristica si è riversata, tra le altre, nella serie "Mutatin" delle Tartarughe Ninja.
Nel 1987, la Mattel introdusse i personaggi per la serie televisiva Captain Power and the Soldiers of the Future. La linea vantava un gioco interattivo in cui i bambini potevano sparare allo schermo televisivo. Tuttavia non ebbe un successo duraturo.
La vernice e la plastica fosforescenti sono state utilizzate in varie collezioni di action figure, in particolare quelle dei primi anni '90, tra cui Ninja Turtles, Swamp Thing e Toxic Crusaders. Allo stesso modo, una caratteristica che cambia colore è stata dimostrata su alcune figure nel corso degli anni. Questo concetto prevede l'immersione della testa del personaggio in acqua fredda e la rivelazione di una vernice sensibile alla temperatura. Esempi includono Sky Escape Joker e Camouflage Swamp Thing di Kenner, così come Desert-Camo Sgt. Savage di Hasbro.
La maggior parte dei modellini della Super Powers Collection di Kenner presentava un'azione di pugni tramite la compressione delle loro gambe. In un metodo tecnicamente più avanzato, la serie Wacky Action delle Tartarughe Ninja prevedeva un meccanismo a carica che causava l'esecuzione motorizzata di alcune azioni come il nuoto muovendo le gambe o la rotazione di un polso. Due anni prima era stato rilasciato anche il Dino-Riders di Tyco, che presentava dinosauri motorizzati alimentati a batteria.

## Merchandising
Quale merchandising legato all'uscita di film o serie televisive, le action figure appaiono spesso come riproduzione dei personaggi più celebri del fenomeno.

### Cinema
- I Vendicatori
- Matrix
- Terminator
- Rocky
- Il corvo
- RoboCop
- Indiana Jones
- Alien
- Predator
- Rambo
- Godzilla

### Fumetti
Sono molto diffuse la action figure relative a personaggi di fumetti, anime e manga. In Giappone il termine «action figure» è usato anche per descrivere le «bambole» dei personaggi derivati da videogiochi.

### Serie televisive
Action figure sono state usate anche per la realizzazione di alcune serie televisive, per esempio Thunderbirds di Gerry e Sylvia Anderson.

### Figurini militari
In epoca moderna sono nate delle linee di Action figure in scala 1/6 che riproducono dei figurini militari, prevalentemente della seconda guerra mondiale, ma anche relativi ad altri periodi storici.

## Serie celebri
- Big Jim
- I Cavalieri dello zodiaco
- G.I. Joe
- Guerre stellari
- Gundam
- He-Man e i dominatori dell'universo
- M.A.S.K.
- Mego Corporation
- Metal Gear Solid
- Micronauti
- Resident Evil
- Transformers

## Scale
- 1/18 = 95,25 mm (3,75 pollici)
- 1/16 = 101,6 mm (4 pollici)
- 1/15 = 127 mm (5 pollici)
- 1/12 = 152,4 mm (6 pollici)
- 1/10 = 177,8 mm (7 pollici)
- 1/8 = 203,2 mm (8 pollici)
- 1/6 = 304,8 mm (12 pollici)
- 1/4 = 457 mm (18 pollici)
- 1/3 = 609,6 mm (24 pollici)